# Deserto de Thal
Deserto de Thal (em Urdu, Panjabi: صحراےَ تھل) está situado em Panjabe, Paquistão. A vasta extensão está localizada entre os Rios Jhelum e Sindh, perto do Platalto Pothohar, com um comprimento total de norte a sul 190 milhas, e uma largura máxima de 110 km e uma largura mínima de 30 km. O deserto cobre os distritos de Bhakkar, Khushab, Mianwali, Layyah, Muzaffargarh e Jhang, a partir da margem esquerda do rio Jhelum. Geograficamente, assemelha-se aos desertos do Cholistão e Thar.

## O canal do Grande Thal

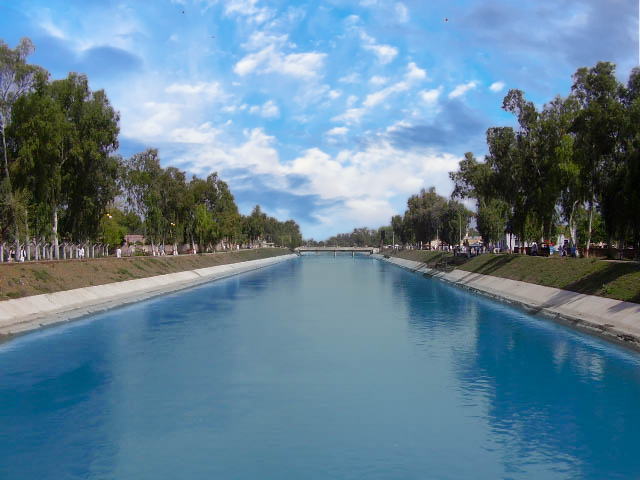
O Canal

A história do Projeto Thal Canal remonta a mais de 130 anos. Foi em 1873 que o projeto foi concebido para todo o Thal Doab. A proposta de irrigar esta área com água do rio Indus foi repetidamente levantado para discussão em 1919, 1921, 1924, 1925, 1936 e em 1949. Foi arquivado repetidamente por causa do argumento de que prejudicaria gravemente a disponibilidade de água para os ribeirinhos mais baixos. A proposta do projeto voltou a ser discutida em 1975, quando o Comitê Executivo do Conselho Econômico Nacional (ECNEC) se recusou a endossar o projeto. Finalmente, em 16 de agosto de 2001, o presidente paquistanês Pervez Musharraf inaugurou o projeto do canal do Grande Thal (GTC), com 30 bilhões de rupias. A segunda fase do projeto da Fase do Grande Canal do Thal (Filial de Choubara) foi lançada em 2020. Isso trará cerca de 3 mil hectares de terra do deserto sob irrigação.

## Cultura e sociedade

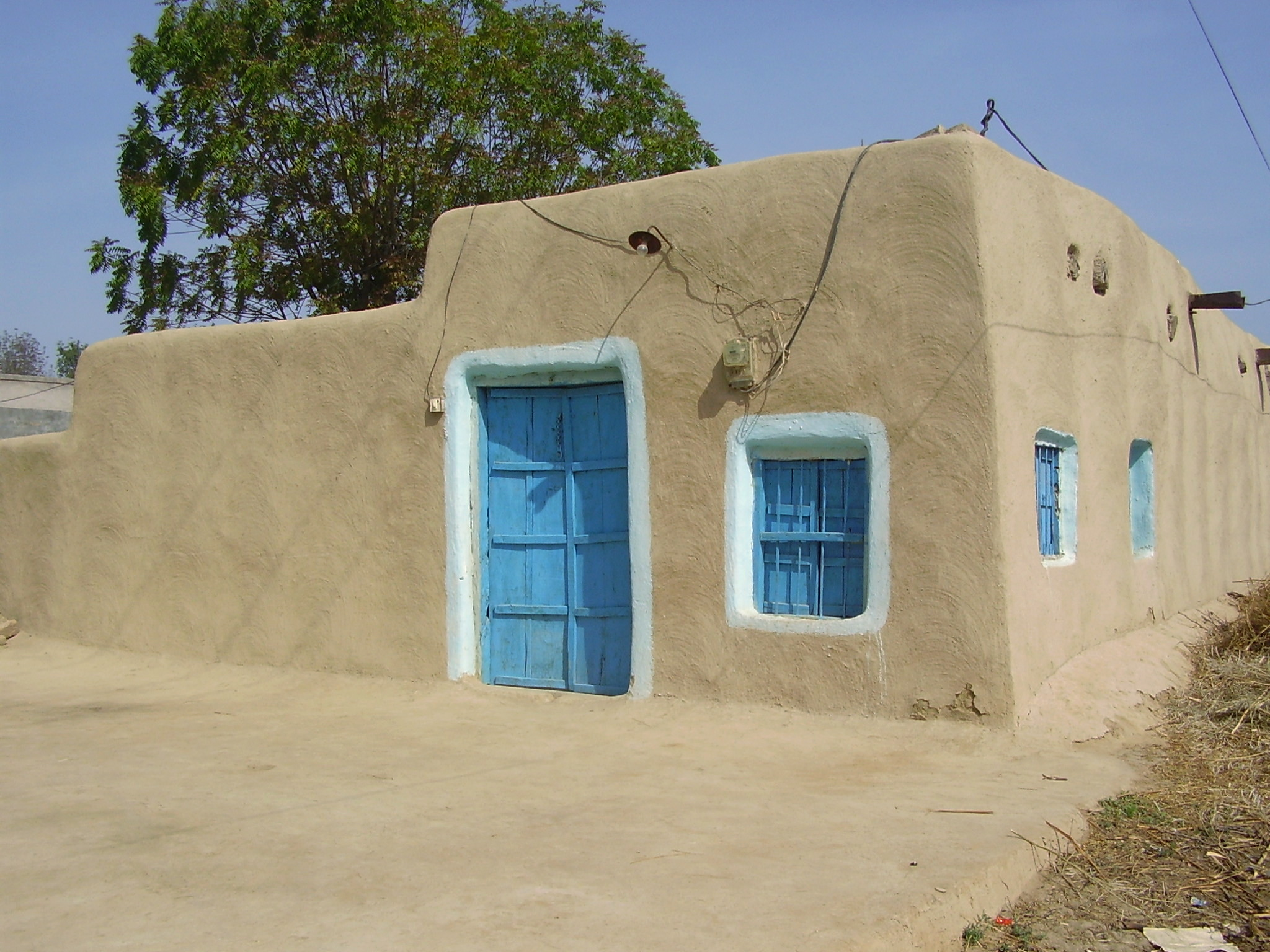
Casa em Khansar, Bhakkar, Thal

O dialeto Thalochi é falado no distrito. As populações do distrito estão espalhadas por uma grande extensão do deserto, levando as pessoas a percorrer grandes distâncias, bem como a migrar para as regiões centrais de Punjab para trabalhar.